# Марусєв Олег Федорович
Олег Федорович Марусєв (рос. Олег Фёдорович Марусев; нар. 2 жовтня 1944, Ташкент, Узбецька РСР — пом. 14 квітня 2021, Москва, Росія) — радянський і російський актор театру і кіно, режисер і телеведучий, театральний педагог. Заслужений артист Російської Федерації (1993), кандидат філософських наук.

## Життєпис
Народився 2 жовтня 1944 року в Ташкенті. Дитинство пройшло в Херсоні. У 1963-1966 роках проходив службу в Радянській Армії, гвардії сержант, нагороджений ювілейною медаллю «20 років Перемоги у Великій Вітчизняній війні». Наприкінці 1960-их років, після закінчення Дніпропетровського державного театрального училища, працював у театрі Геннадія Юденича «Скоморох». Але владі театр припав не до душі, і, після декількох років гонінь, театр розформували. Окрім цього, два роки працював конферансьє в джаз-оркестрах під керівництвом Едді Рознера (в Москві і Гомелі) і, продовживши освіту, отримав дипломи режисера в Державному інституті театрального мистецтва (ДІТІС) й театрознавця — в Київському державному інституті театру і кіно.
Згодом пішов на телебачення, де пропрацював 35 років (з 1971 по 2006 рік). За цей час створив декілька циклових програм: «Концерт після концерту», «З піснею по життю» і «Після зміни» (Перша програма ЦТ), «Під знаком зодіаку» (1-й канал Останкіно), «Зрозумій мене» (ОРТ, НТВ), «Щедре лото» та «Щедра мить» (REN TV), «Стара квартира» (РТР), «Преферанс по п'ятницях» (Спорт) та інші. В останні роки Олег Марусєв відійшов від телебачення й знову повернувся в театр. Цього разу — в «Театр Місяця». Знімався в кіно.
На початку 2000-их років працював керівником прес-служби (прес-секретарем) розважального аквапарку «Трансвааль-парк», який розташовувався на Голубинскій вулиці в Москві, але ввечері суботи 14 лютого 2004 року вищевказаний парк зруйнувався.
З 2010 року до кінця життя був головою опікунської ради Міжнародного центру Мистецтв Маргарити Майської «Арт-Ізо-Центр», а також головою журі Міжнародного фестивалю мистецтв «Арт-Ізо-Фест». Викладав у Вищій школи кіно й телебачення «Останкіно».
Помер на 77-му році життя 14 квітня 2021 року в Москві після тривалої хвороби. Прах похований 26 квітня на Алєксєєвському кладовищі в Москві.

## Фільмографія
- 1970 — «Крах імперії» — госпдар дирижабля
- 1979 — «Повернення відчуттів» — Раїль
- 1997 — «Графиня де Монсоро» — де Крійон
- 1998 — «Хто, якщо не ми» — директор школи
- 2000 — «Ліки для покійника»
- 2000 — «Марш Турецького» — Голдибін
- 2002 — «Джокер» — Степан
- 2002 — «П'ятий Ангел» — Депутат Акімушкін, приятель Глухарєва
- 2003 — «Дні ангела» — Григорій, керуючий рестораном
- 1990 — «Адвокат» («Вбивство на Монастирських ставках») — кандидат в мери Алексашин
- 2004 — «Злодії та проститутки» — кандидат у президенти США Ларрі
- 2004 — «Мідна бабуся» — Іван Пилипович
- 2004 — «Єралаш № 184»: «Табір моєї мрії» — Аполінарій Семенович, директор табору
- 2005 — «Полювання на ізюбра» — епізод
- 2005 — «Загибель імперії» — власник атракціону Цепленін
- 2005 — «Невідкладка» — Андрій, депутат
- 2005 — «Чарівність зла» — Кримов
- 2006 — «Ліфт» — чоловік
- 2007 — «Театр Місяця, або Космічна дурочка 13.28»
- 2007 — «Експерти»
- 2009 — «Вогні великого міста» — Іван Сергійович, хірург, прийомний батько Ліки
- 2010 — «Природній відбір»
- 2011 — «МУР. Третій фронт» — Тарас Ігорович Мінін, артист
- 2014 — «На одному диханні» — Красавін
- 2017 — «Переможці» — генерал-прокурор

## Вистави в Театрі Місяця
- Міський мюзикл «Маяковський» — Людина з двома поцілунками
- «Королева» («Нельська башта») — Ангерран де Маріньї
- «Жена на біс» — Марко
- «Ніч ніжна» — Девре Воррен
- «Матрі — Архат» — Генерал Ной-старший
- «Ордалії» — Туз Жан Силович
- «Діагноз: Едіт Піаф» — Доктор Тіссо
- «Природний екстрим» — Цар
- «Професіональний інстинкт» — Суддя
- «Рококо» — Одинокий

## Нагороди й звання
- Орден Дружби (2010) — за заслуги в розвитку вітчизняної культури і мистецтва, багаторічну плідну діяльність[13]
- Медаль ордена «За заслуги перед Вітчизною» II ступеня (2005) — за багаторічну плідну діяльність у галузі культури й мистецтва'за многолетнюю плодотворную деятельность в области культуры и искусства[14]
- Заслужений артист Російської Федерації (1993) — за заслуги в галузі мистецтва[2]
- Кандидат філософських наук
- Професор Російської академії театрального мистецтва (РАТІ-ДІТІС)
- Завідувач кафедри акторської майстерності МІТРО
- Дійсний член Російської академії природничих наук (РАПН)

## Нагороди й номінації
- Лауреат Першого Московського конкурсу артистів естради
- Лауреат Всесоюзного конкурсу молодих виконавців

## Відгуки
|                      | Уміння творчо перемикатися з одного роду занять на інший, властиве в повній мірі Олегу Марусєву, дорогого коштує. Він вміє йти з одного амплуа, не йдучи. Проживати декілька різних життів у межах одніого великого життя. Багато років я знав Марусєва як блискучого конферансьє й телеведучого. Сьогодні насолоджуюся його ролями в театрі й кіно. І тепер, представляючи його на сцені, ведучі навіть не згадують про те, що перед нами геніальний конферансьє! Нові іпостасі цієї людини здатні затьмарити старі! Неочікувано дізнаюся, що в Олега Марусєва є ще й філософські роботи. А зовсім недавно я почув в Будинку кіно як він співає. Браво, дорогий Артист! |
| — Олександр Карпенко | |